# 連邦首相 (ドイツ)
連邦首相（れんぽうしゅしょう、ドイツ語: Bundeskanzler）は、ドイツ連邦共和国の政府の長である首相。儀礼的国家元首である連邦大統領の下で、行政権を司る。
連邦首相の男性形はBundeskanzler、女性形Bundeskanzlerin。歴史的由来から稀に連邦宰相（れんぽうさいしょう）と訳されることもあるが時代錯誤的であるため、あまり多くはない。

## 呼称
連邦首相のドイツ語での正式名称は「Bundeskanzler」であり、「Bund」は「連邦」を意味し、「Kanzler」は「首相」を意味する。ちなみにドイツ語において「大臣」という言葉は「Minister」で、諸外国の「首相」はドイツ語で「Premierminister」ないし「Ministerpräsident」である。これとは異なるという意味で「宰相」の訳を当てることもある。また、連邦制であるドイツの各州政府の長は「Ministerpräsident」(大臣主席)であり、これも首相（州首相）と訳される。同じくBundeskanzlerという官職が現代ドイツの前身である北ドイツ連邦にも存在したが、こちらは連邦宰相と訳されることが多い。

## 選出

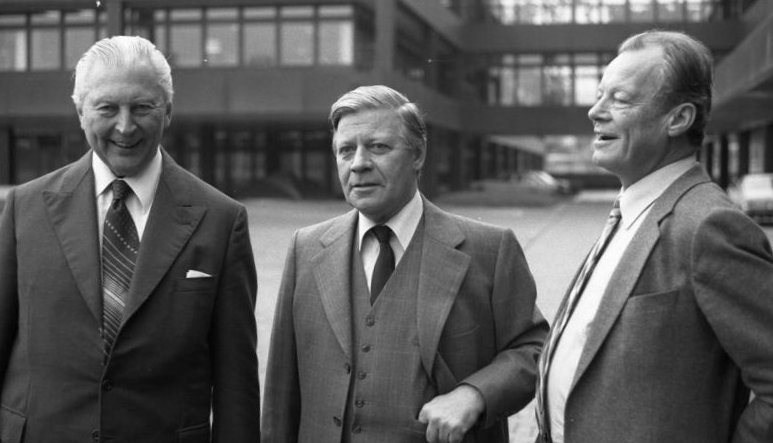
3人の連邦首相（左からキージンガー、シュミット、ブラント。1979年10月、ボンにて。）

ドイツ連邦共和国基本法では議院内閣制が採用されており、連邦首相は連邦大統領の推薦に基づき、ドイツ連邦議会（下院）の議員の中から過半数の賛成によって選出され、内閣を組閣する。ただし、連邦議会選挙で採用されている小選挙区比例代表併用制の下では、ひとつの政党が単独で過半数の議席を得ることは極めて困難であるため、連邦議会の過半数の信任を得て連邦首相が選出されるには、複数の政党で連立政権を組む必要がある。そのため、首相選出の前には各政党間で多数派形成のための詳細な政策協議が行われる。任期は4年間で、連邦大統領によって任命される。
連邦首相は議会に責任を負っており、連邦議会には連邦首相に対する不信任決議権が認められている。この不信任決議の対象は連邦首相である（内閣に対するものではなく各大臣に対しては法的に辞職を義務づける不信任決議制度は採用されていない）。この連邦首相に対する不信任の提出は、あらかじめその過半数で後任首相を選出した上で行う必要があり、連邦大統領に対して連邦首相の罷免を要請することが要件とされている（建設的不信任の制度、Konstruktives Misstrauensvotum）。
倒閣だけを目的とした内閣不信任が乱発されて政治が不安定化し、最終的にナチス党の権力掌握を許してしまったヴァイマル共和政への反省から、建設的不信任制度が採用されることになった。これまでのところ、これが成立したのは1982年にヘルムート・シュミット政権が倒された時のみである。

## 権限

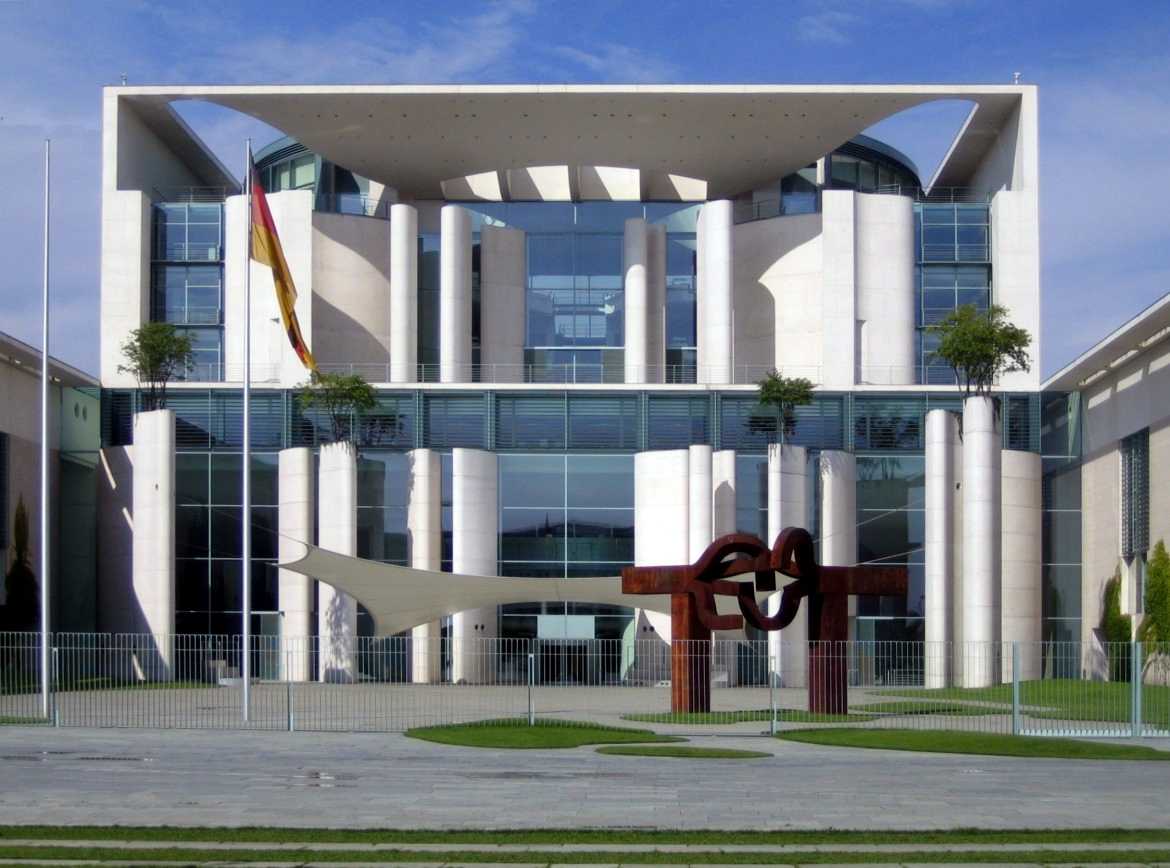
ベルリンの連邦首相府 (Bundeskanzleramt)

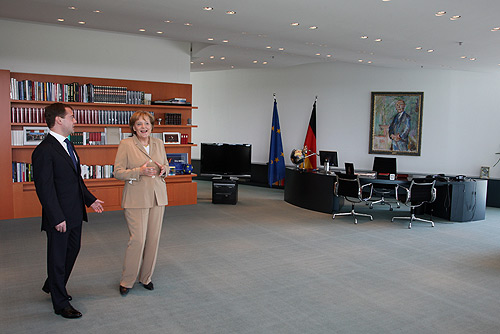
連邦首相の執務室。机の背後の壁には、オスカー・ココシュカによって描かれた初代首相コンラート・アデナウアーの肖像画が飾られている。

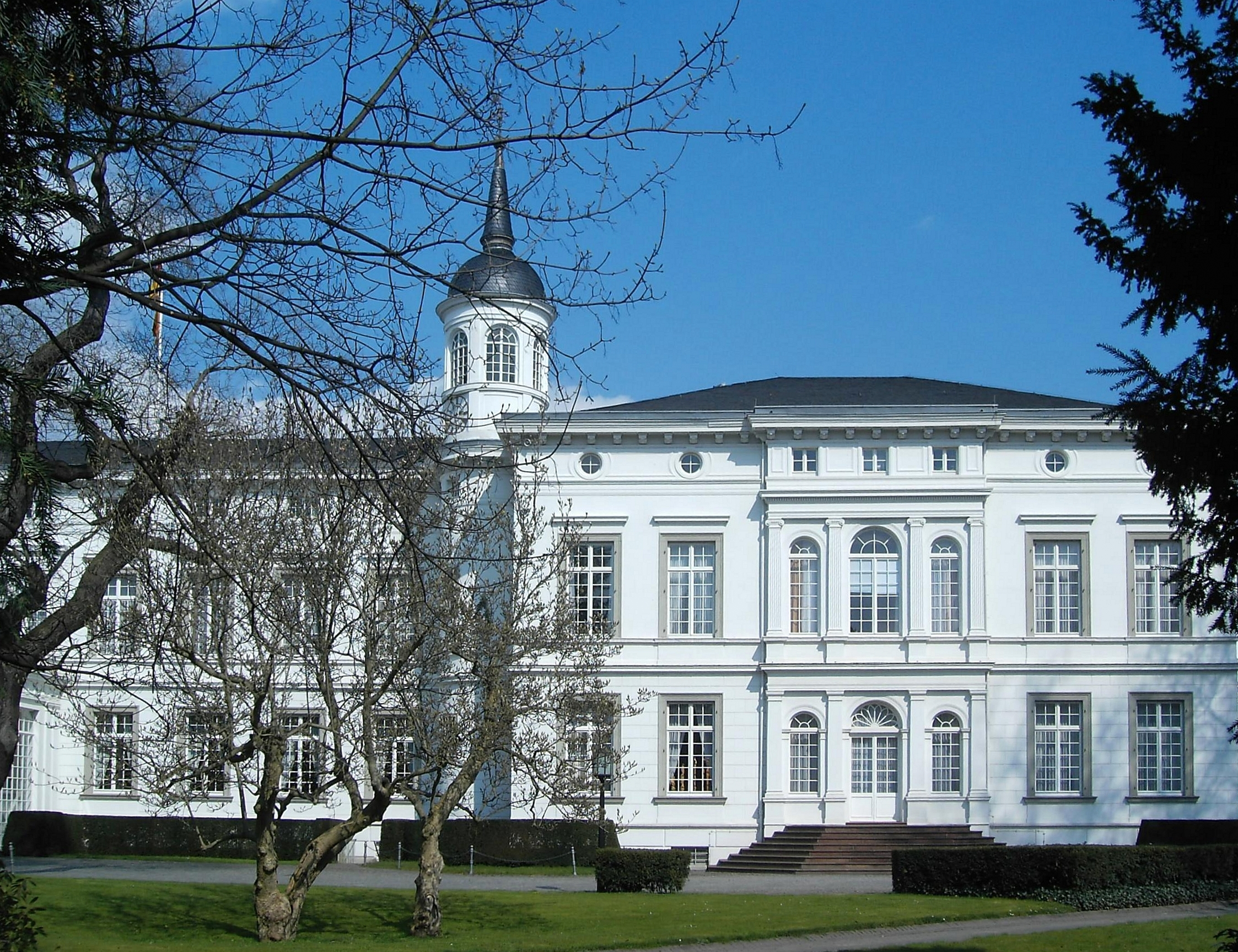
西ドイツ時代の首都・ボンにある第二首相官邸（シャウムブルク宮殿）

連邦首相は大臣の選任を行って内閣に相当する連邦政府を構成し、行政権を司る。基本法第115条では、防衛事態であると連邦議会が認定した場合、ドイツ連邦軍の指揮権は首相に属するとしている。
なお、ドイツ連邦共和国基本法では、連邦首相はドイツ連邦議会の解散権を持たず、連邦大統領が解散を行うとされているが、解散が出来るのは、連邦議会での連邦首相に対する指名選挙が3回選でも統一見解を得ない場合と、連邦首相に対する信任決議が否決された場合のみとされている（建設的不信任制度により、不信任決議は同時に新首相を選出しなければ成立しないため、議会の解散を目的として行うことはできない）。このため、与党側が随意に連邦議会を解散して総選挙に持ち込むためには、与党議員に信任決議の採決を棄権させるなどして、わざと内閣信任決議案を否決させるという手を使うことになる。ただし、これには解散権を持つ連邦大統領の同意が必要であり、実際にこの方法で解散が行われたのは1972年ドイツ連邦議会選挙・1983年ドイツ連邦議会選挙・2005年ドイツ連邦議会選挙・2025年ドイツ連邦議会選挙の4回のみである。憲法学者などの中には、こうした手法は基本法違反であるという声もあり、1983年の解散時には連邦憲法裁判所にて違憲審査が行われたが、この時は4対3の僅差で信任案否決が認められた。また、2005年の解散時にも違憲審査の実施を求める提訴があったが、連邦憲法裁判所は提訴を却下した。